# Graham (Washington)
Graham ist ein census-designated place (CDP) im Pierce County im US-Bundesstaat Washington. Zum United States Census 2000 hatte Graham 8.739 Einwohner; die Bevölkerung wuchs bis zum United States Census 2020 auf 32.658 Personen.

## Geographie
Nach dem United States Census Bureau nimmt der CDP eine Gesamtfläche von 55,5 km² ein, worunter keine Wasserflächen sind.

### Nachbargemeinden
| Spanaway  | South Hill                                  | Orting   |
| Elk Plain | Kompassrose, die auf Nachbargemeinden zeigt | Orting   |
| Roy       | Eatonville                                  | Electron |

## Demographie
| Jahr | Einwohner¹ |
| ---- | ---------- |
| 2000 | 8.739      |
| 2010 | 23.491     |
| 2020 | 32.658     |

¹ 2000–2020: Volkszählungsergebnisse
Nach der Volkszählung von 2000 gab es in Graham 8.739 Einwohner, 2.989 Haushalte und 2.427 Familien. Die Bevölkerungsdichte betrug 157,5 pro km². Es gab 3.120 Wohneinheiten bei einer mittleren Dichte von 56,2 pro km².
Die Bevölkerung bestand zu 90,15 % aus Weißen, zu 1,28 % aus Afroamerikanern, zu 1,28 % aus Indianern, zu 1,8 % aus Asiaten, zu 0,5 % aus Pazifik-Insulanern, zu 0,98 % aus anderen „Rassen“ und zu 4,01 % aus zwei oder mehr „Rassen“. Hispanics oder Latinos „jeglicher Rasse“ bildeten 2,81 % der Bevölkerung.
Von den 2989 Haushalten beherbergten 42,5 % Kinder unter 18 Jahren, 68,8 % wurden von zusammen lebenden verheirateten Paaren, 7,7 % von alleinerziehenden Müttern geführt; 18,8 % waren Nicht-Familien. 14,3 % der Haushalte waren Singles und 3,7 % waren alleinstehende über 65-jährige Personen. Die durchschnittliche Haushaltsgröße betrug 2,92 und die durchschnittliche Familiengröße 3,2 Personen.
Der Median des Alters in der Stadt betrug 35 Jahre. 30,3 % der Einwohner waren unter 18, 6,7 % zwischen 18 und 24, 32,5 % zwischen 25 und 44, 24,1 % zwischen 45 und 64 und 6,4 65 Jahre oder älter. Auf 100 Frauen kamen 101 Männer, bei den über 18-Jährigen waren es 98,9 Männer auf 100 Frauen.
Alle Angaben zum mittleren Einkommen beziehen sich auf den Median. Das mittlere Haushaltseinkommen betrug 52.824 US$, in den Familien waren es 55.800 US$. Männer hatten ein mittleres Einkommen von 45.348 US$ gegenüber 25.802 US$ bei Frauen. Das Pro-Kopf-Einkommen betrug 21.126 US$. Etwa 4,4 % der Familien und 7,6 % der Gesamtbevölkerung lebte unterhalb der Armutsgrenze; das betraf 9,4 % der unter 18-Jährigen und 8,3 % der über 65-Jährigen.

## Bildung
Öffentliche Schulen in Graham sind Teil des Bethel School District. Schulen in und um Graham sind:
- Grundschulen:
  - Centennial Elementary School
  - Graham Elementary School
  - Kapowsin Elementary School
  - Nelson Elementary School
  - North Star Elementary School
  - Rocky Ridge Elementary School
- Junior Highschools:
  - Cougar Mountain Junior High School
  - Frontier Junior High School
  - Liberty Junior High School
- Highschool:
  - Graham-Kapowsin High School
- Privatschulen:
  - Bethel Baptist Christian School (Klassenstufen 4 … 12)
- Nahegelegene Colleges:
  - Pacific Lutheran University (Parkland)
  - Colleges in Tacoma
  - Colleges in Lakewood
  - Colleges in Puyallup
  - Colleges mit Kursen an der Joint Base Lewis-McChord